# 蘇帕塔

蘇帕塔是哥倫比亞的城鎮，位於該國中部，由昆迪納馬卡省負責管轄，距離首府波哥大72公里，始建於1864年，面積128平方公里，海拔高度1,933米，2005年人口4,764。

## 外部連結
- （西班牙文） Supata website（页面存档备份，存于）
- （西班牙文） Rock Band website

5°03′N 74°15′W / 5.050°N 74.250°W